# Raoul Kraushaar
Raoul Kraushaar (Parijs, 20 augustus 1908 - Pompano Beach (Florida), 13 oktober 2001) was een Amerikaans componist van film- en televisiemuziek.
In zijn tienerjaren trok Kraushaar naar de Verenigde Staten als verstekeling aan boord van een schip. In New York studeerde hij muziek aan de Columbia-universiteit. Vanaf 1937 werkte hij in de filmindustrie van Hollywood, eerst als orkestrator en dirigent. Vanaf het einde van de jaren 1940 tot in de jaren 1960 componeerde hij vooral voor B-films, waaronder talrijke westerns. In de tweede helft van de jaren 1950 en het begin van de jaren 1960 werkte hij veel voor televisie, bij series zoals Lassie en The Thin Man. In 1972 was hij de muziek coördinator voor de film Cabaret. Hij gebruikte soms het pseudoniem Ralph Stanley.

## Filmografie (selectie)

### Bioscoopfilms
- The Burning Cross (1947), regie: Walter Colmes
- Dangerous Years (1947), regie: Arthur Pierson
- The Gay Intruders (1948), regie: Ray McCarey
- False Paradise (1948), regie: George Archainbauld
- Strange Gamble (1948), regie: George Archainbauld
- Unknown Island (1948), regie: Jack Bernhard
- Sky Liner (1949), regie: William Berke
- Zamba (1949), regie: William Berke
- Prehistoric Women (1950), regie: Gregg C. Tallas
- The Second Face (1950), regie: Jack Bernhard
- The Sword of Monte Cristo (1951), regie: Maurice Geraghty
- Bride of the Gorilla (1951), regie: Curt Siodmak
- Man from the Black Hills (1952), regie: Thomas Carr
- Abbott and Costello Meet Captain Kidd (1952), regie: Charles Lamont
- Invaders from Mars (1953), regie: William Cameron Menzies
- The Blue Gardenia (1953), regie: Fritz Lang
- Marry Me Again (1953), regie: Frank Tashlin
- The Forty-Niners (1954), regie: Thomas Carr
- Sitting Bull (1954), regie: Sidney Salkow
- The Golden Mistress (1954), regie: Abner Biberman
- Attila (1954), regie: Pietro Francisci
- Curucu, Beast of the Amazon (1956), regie: Curt Siodmak
- The Unknown Terror (1957), regie: Charles Marquis Warren
- Back from the Dead (1957), regie: Charles Marquis Warren
- Desert Hell (1958), regie: Charles Marquis Warren
- The 30 Foot Bride of Candy Rock (1959), regie: Sidney Miller
- September Storm (1960), regie: Byron Haskin
- Billy the Kid Versus Dracula (1966), regie: William Beaudine
- Jesse James Meets Frankenstein's Daughter (1966), regie: William Beaudine
- Triangle (1970), regie: Bernard Glasser
- Dirty O'Neil (1974), regie: Leon Capetanos en Lewis Teague
- Angelica, the Young Vixen (1974), regie: Oliver Drake
- Sixpack Annie (1975), regie: Fred G. Thorne

### Televisie
- Lassie (1954-1958) (componist en music supervisor)
- The Thin Man (1957-1958) (music consultant)
- Northwest Passage (1958-1959)  (componist en music consultant)
- Fibber McGee and Molly (1959) (music supervisor)
- The Adventures of Hiram Holliday (1956-1959) (music supervisor)
- Mister Ed (1961) (componist en music supervisor)
- Assignment: Underwater (1960-1961) (componist)
- The Lawless Years (1959-1961) (componist, music supervisor, dirigent)